# 湯沢市立湯沢南中学校
湯沢市立湯沢南中学校（ゆざわしりつゆざわみなみちゅうがっこう）は秋田県湯沢市にある公立中学校。

## 沿革
- 1968年（昭和43年）4月1日 - 創立（湯沢中と三関中統合）。
- 1970年（昭和45年）3月16日 - 新校舎に移転。
- 1971年（昭和46年）4月1日 - 校章制定。
- 1972年（昭和47年）
  - 10月3日 - 校門完成。
  - 10月9日 - 校旗樹立。
- 1977年（昭和52年）9月13日 - 創立10周年記念式典 挙行。
- 1987年（昭和62年）11月7日 - 創立20周年記念式典 挙行。
- 1997年（平成9年）11月7日 - 創立30周年記念式典 挙行。
- 2005年（平成17年） - INTV(インターネットテレビ)授業推進校に指定。
- 2006年（平成18年）10月9日 - 合唱部NHK全国学校音楽コンクール初出場、銅賞獲得。
- 2007年（平成19年）
  - 9月19日 - 創立40周年記念式典 挙行。
  - 10月20日 - 吹奏楽部全日本吹奏楽コンクール金賞初獲得。
- 2015年（平成27年）4月1日 - 湯沢市立須川中学校を統合。
- 2018年（平成30年）11月25日 - 創立50周年記念式典記念碑建設。

## 学区
- 湯沢西小学校学区
- 三関小学校学区
- 須川小学校学区

## 面積
- 校地面積32,087m2
- 校舎面積5,032m2
- グラウンド面積23,236m2
- 体育館面積1,365m2

## 生徒像
- 自主・明朗・純真
  - 自主性にとむ生徒
  - 明朗な生徒
  - 純真な生徒

## 校歌
湯沢市立湯沢南中学校校歌
作詞：柾修爾、作曲：須田昌平
- 校歌制定の際に、湯沢中学校の校歌の最後の節を、「湯沢中学校」から「湯沢南中学校」と変更し校歌とすることとした。
- 旋律は作曲者により改訂されている。

## 部活動
運動部
- 野球部
- バスケットボール部
- バレーボール部
- ハンドボール部
- 卓球部
- 剣道部
- 柔道部
- 陸上部
- 水泳部
- スキー部

文化部
- 合唱部
- 吹奏楽部
- 美術部
- 創造部
  - 家庭
  - 自然科学

## 主な出身者
- 井上舞子 - 女子柔道78kg級選手
- 高橋尚毅 - バスケットボール選手